# A. A. MacLeod
Alexander Albert MacLeod (* 2. April 1902 in Black Rock, Victoria County, Nova Scotia; † 13. März 1970 in Toronto, Ontario) war ein kanadischer Politiker. Von 1948 bis 1951 war er Vorsitzender der Kommunistische Partei Kanadas (Ontario). Von 1943 bis 1951 war er Abgeordneter der Legislativversammlung von Ontario für den Wahlkreis Bellwoods.

## Leben und Karriere
MacLeod wurde am 2. April 1902 in Black Rock, Nova Scotia, geboren. Er und seine Familie zogen nach Sydney Mines, wo sein Vater als Metallarbeiter arbeitete. Während des Ersten Weltkriegs trat er der Canadian Army bei. Er gehörte zum 185. Bataillon der Kap Breton Highlanders und kehrte 1918 aus Europa zurück. Einigen Quellen zufolge war MacLeod der jüngste Soldat, der im Ersten Weltkrieg in die kanadische Armee eintrat. Nach einer kurzen Tätigkeit als Metallarbeiter wurde er beim Christlicher Verein Junger Menschen (CVJM) angestellt. Etwa zu dieser Zeit starb seine Frau, Annie Jean Hicks, bei der Explosion eines Holzofens. Er arbeitete für den Christlichen Verein Junger Menschen zunächst in Nova Scotia, dann in Chicago.
In den späten 1920er Jahren zog MacLeod nach New York City. Dort arbeitete er für The World Tomorrow, eine Zeitschrift des Christlichen Sozialismus. Während seines Aufenthalts in New York City heiratete er Virginia MacLean. Virginia MacLean stammte ebenfalls aus Nova Scotia und studierte an der Acadia University. Beide waren Pazifisten und Anhänger der Sozialistische Partei Amerikas. Während des Falles der Scottsboro Boys schlossen sich MacLeod und seine Frau einer Organisation an, die sich für deren Unterstützung einsetzte. Dabei trafen sie mehrere Mitglieder der Communist Party USA, die die Scottsboro Boys ebenfalls unterstützten. 1933 kehrten MacLeod und seine Frau nach Nova Scotia zurück und planten, eine Abendschule für Arbeiter zu gründen. Bei der Provinzwahl in Nova Scotia 1933 unterstützte er J.B. McLachlan als Premierminister von Nova Scotia, der als Kandidat der Arbeitereinheitsfront antrat. Etwa zu dieser Zeit trat MacLeod der Kommunistische Partei Kanadas bei.
Im Jahr 1934 half MacLeod bei der Gründung der Canadian League Against War and Fascism (Kanadische Bund gegen Krieg und Faschismus), einer Volksfront. Er war deren erster Vorsitzender bis 1939. Später änderte die Organisation ihren Namen in Canadian League for Peace and Democracy (Kanadische Bund für Frieden und Demokratie). Während seiner Zeit als Vorsitzender arbeitete er mit der Women’s International League for Peace and Freedom zusammen und holte Redner wie Andre Malraux, Thomas Mann und Harry F. Ward nach Kanada. Die Organisation wurde 1940 verboten, als die kanadische Regierung gegen kommunistische Aktivitäten vorging.
1936 reiste MacLeod nach Brüssel, Belgien. Kurz darauf wurde er als erster Kanadier Zeuge des Spanischer Bürgerkriegs. Nach seiner Rückkehr nach Kanada organisierte er Hilfe für die Spanische Republik. Er rekrutierte kanadische Freiwillige für die Internationale Brigaden und half beim Aufbau des Mackenzie-Papineau-Bataillons. 1937 koordinierte er die Ankunft der Bluttransfusionseinheit von Norman Bethune in Spanien.
Nach dem Münchner Abkommen von 1938 unterstützte MacLeod die Auswanderung tschechischer politischer Flüchtlinge, unter anderem nach Kanada.
Im Jahr 1941 kandidierte er bei einer Nachwahl für den Unterhaus Wahlkreis Edmonton Ost. Anstatt ein Kandidat der Kommunistischen Partei zu sein, war er ein Kandidat der Volksfront "Volksbewegung". Obwohl er als Antifaschist galt und die Unterstützung der Abgeordneten Dorise Nielsen hatte, landete er auf dem dritten Platz.
Nach dem Zweiten Weltkrieg half MacLeod James Gareth Endicott bei der Gründung des Canadian Peace Congress (Kanadischer Friedenskongress).
Bei der Provinzwahl in Ontario 1943 wurde MacLeod als Abgeordneter für den Wahlkreis Bellwoods in die Legislativversammlung von Ontario gewählt. Er war einer von zwei Kommunisten, die in die Legislativversammlung von Ontario gewählt wurden, der andere war J. B. Salsberg. Er wurde bei den Provinzwahlen in Ontario 1945 und 1948 wiedergewählt. Während seiner Amtszeiten konzentrierte sich MacLeod auf Arbeitsrecht und Gesetze gegen Diskriminierung. 1948 wurde MacLeod Vorsitzender der Kommunistische Partei Kanadas (Ontario) und ersetzte Leslie Morris, ihren ersten Vorsitzenden. Bei der Provinzwahl in Ontario 1951 unterlag MacLeod dem konservativen Kandidaten John Yaremko. Im selben Jahr wurde Stewart Smith sein Nachfolger als Vorsitzender der Kommunistische Partei Kanadas (Ontario).
1954 kandidierte MacLeod für das Amt des Bürgermeisters von Toronto. Mit 4932 Stimmen kam er auf den vierten Platz und verlor gegen Nathan Phillips. MacLeod trat 1956 nach dem Ungarischen Volksaufstand und Nikita Chruschtschows Rede „Über den Personenkult und seine Folgen“ aus der Kommunistischen Partei aus. Trotz ihrer politischen Differenzen war MacLeod beim konservativen Premierminister von Ontario, Leslie Frost, beliebt. Frost engagierte MacLeod als Berater und Redenschreiber. In dieser Funktion war er 1961 an der Gründung der Ontario Human Rights Commission (Menschenrechtskommission) beteiligt. Er blieb als Berater für Frosts Nachfolger als Premierminister, John Robarts, tätig. Während dieser Zeit arbeitete er mit dem Bildungsminister von Ontario, Bill Davis, am Lehrplan für Geschichte. Am 13. März 1970 starb MacLeod bei einem Autounfall.

## Familie
MacLeods zweite Frau, Virginia MacLean, war die Tante der Schauspieler Warren Beatty und Shirley MacLaine. Einer von Beattys Biographen schrieb, dass MacLeod und MacLean seine Vorbilder für die Darstellung von Louise Bryant und John Reed in seinem Film Reds waren.
MacLeod hatte mit seiner ersten Frau zwei Kinder und mit seiner zweiten Frau zwei Kinder. Sein jüngstes Kind, David Leigh MacLeod, arbeitete mehrere Jahre als Beattys Assistent, bevor er Filmproduzent wurde. Er war Regieassistent von Reds und Ishtar sowie Co-Produzent von Jack, der Aufreißer und starb 1998 in Montreal. Eine von MacLeods Töchtern, Joan MacLeod, war Folksängerin und heiratete Ray Woodley von der kanadischen Band The Travellers.